# Aloe cyrtophylla
Aloe cyrtophylla ist eine Pflanzenart der Gattung der Aloen in der Unterfamilie der Affodillgewächse (Asphodeloideae). Das Artepitheton cyrtophylla leitet sich von den griechischen Worten kyrtos für ‚gebogen‘ sowie phyllon für ‚Blatt‘ ab und verweist auf die zurückgerollten Blätter der Art.

## Beschreibung

### Vegetative Merkmale
Aloe cyrtophylla wächst stammbildend und ist reich von der Basis aus verzweigt. Die aufrechten Stämme erreichen eine Länge von bis zu 30 Zentimeter. Die lanzettlichen Laubblätter bilden lockere Rosetten. Ihre spitzennahe Hälfte ist stark zurückgerollt. Die dunkelgrüne Blattspreite ist 12 bis 18 Zentimeter lang und 2 Zentimeter breit. Ihre Spitze ist spitz. Die weißlichen Zähne am Blattrand sind 1,5 Millimeter lang und stehen 5 bis 6 Millimeter voneinander entfernt. 

### Blütenstände und Blüten
Der einfache Blütenstand erreicht eine Länge von 30 bis 50 Zentimeter. Die lockeren Trauben sind 22 Zentimeter lang. Die spitzen, weißlichen Brakteen besitzen fünf braune Adern und weisen eine Länge von 10 Millimeter auf und sind 7 Millimeter breit. Die korallenroten, dann gelblich und darüber grün werdenden Blüten stehen an 7 Millimeter langen Blütenstielen. Die Blüten sind etwa 28 Millimeter lang und an ihrer Basis kurz verschmälert. Auf Höhe des Fruchtknotens weisen die Blüten einen Durchmesser von 4 Millimeter auf. Darüber sind sie leicht verengt und auf 7 Millimeter erweitert. Ihre äußeren Perigonblätter sind auf einer Länge von 9 Millimetern nicht miteinander verwachsen. Die Staubblätter und der Griffel ragen etwa 1 Millimeter aus der Blüte heraus.

## Systematik und Verbreitung
Aloe cyrtophylla ist auf Madagaskar auf Kalkstein in Höhen von etwa 1400 Metern verbreitet. Die Art ist nur vom Typusfundort bekannt.
Die Erstbeschreibung durch John Jacob Lavranos wurde 1998 veröffentlicht.

## Nachweise